# Screeching Weasel
Screeching Weasel é uma banda americana de punk rock originalmente de Chicago, Illinois. A banda foi formada em 1986 por Ben Weasel e  John Jughead.
Desde a sua formação, o Screeching Weasel tem trocado inúmeras vezes a formação da banda. Ben Weasel tem sido o único membro constante, embora Jughead estava presente em cada retorno da banda até 2009. Outros membros proeminentes incluem o guitarrista / baixista Dan Vapid e o baterista Dan Panic, que cada um deles tiveram participações em seis álbuns de estúdio da banda, e o baixista Mike Dirnt do Green Day, que foi brevemente um membro da banda.
A banda gravou 12 álbuns de estúdio, dividindo o tempo entre as gravadoras independentes Lookout! Registros e Fat Wreck Chords. Apesar de nunca alcançar o sucesso mainstream, a banda o Screeching Weasel é considerado uma banda punk muito influente.

## História

### Primeiros anos (1986-1989)
Em 1986, Ben Foster e John Pierson foram inspirados a montar uma banda depois de ver um show do Ramones. Foster, o vocalista e baixista, rebatizou a si mesmo como "Ben Weasel", enquanto Pierson, o guitarrista, rebatizou a si mesmo como "John Jughead". A dupla recrutou Steve Dubick como baterista que passou a ter o apelido de Steve Cheese para completar a banda.
A banda originalmente se chamava All Night Garage Sale, mas mudou seu nome para Screeching Weasel, uma variação do nome que um amigo havia sugerido, gritando Otter, que era uma referência a uma camiseta que dizia: "I'VE GOT A SCREAMING OTTER IN MY PANTS!". Pouco depois de sua formação, Weasel decidiu que era muito difícil tocar baixo e cantar ao mesmo tempo, então Vince Vogel, que tomou o nome de estágio "Vinnie Bovine" entrou como baixista da banda. A banda gravou seu primeiro álbum,  Screeching Weasel, em uma noite por US$ 200 dólares e lançou pela Underdog Records em 1987.
Em 1988, Bovine foi demitido da banda e foi substituído por Warren Fischer, mais conhecido como Fish, e ex-membro da banda Ozzfish. A banda gravou o seu segundo álbum de estúdio, Boogadaboogadaboogada!, que contou com Weasel tocando segunda guitarra (ele viria a afirmar que ele só tocou em cerca de um quarto das canções). A banda abriu um show para o Operation Ivy no 924 Gilman Street. Steve Chesse foi demitido da banda logo após a gravação, devido à sua falta de vontade de fazer uma turnê fora de Chicago. Ele foi substituído por Aaron Cometbus para dois shows, que depois foi substituído por Brian Vermin.  Boogadaboogadaboogada! foi lançado no final de 1988 pela Roadkill Records, um selo formado pelo investidor David Best e gerida por Ben Weasel após uma introdução dos dois pelo produtor Mass Giorgini.
Depois do que Weasel descreveu como um turnê desastrosa, fish deixou o grupo e foi substituído por  Dan Schafer, originalmente apelidado de "Sewercap" e, mais tarde renomeado Danny Vapid. Os novos membros da banda gravaram um extended play intitulado Punkhouse para Limited Potential Records logo depois disso. A banda acabou gravando mais quatro músicas, em 1989, que foram apresentados em compilações, com um segundo guitarrista Doug Ward, que também se juntou à banda em várias apresentações ao vivo. O Screeching Weasel se desmanchou quando, Vermin e Vapid afirmaram que eles queriam deixar a banda para se concentrar em seu projeto paralelo, Sludgeworth.

### Primeira formação (1991-1994)
Após o rompimento, Weasel e Jughead formaram uma nova banda chamada The Gore Gore Girls. Em 1991, os membros do Screeching Weasel se reuniram para o que foi chamado como um show one-off para pagar as dívidas da banda que começaram a partir da gravação de Boogadaboogadaboogada!. O line-up consistia de Ben, Jughead, Vapid, Vermin, e Ward. Após o show, Vapid discutiu a ideia de reformular a banda com Jughead. Todos os membros da banda concordaram com a reformulação, com as exceções de Brian Vermin e Douglas Ward. Para substituir Vermin, o baterista Dan Panic foi chamado para fazer parte da banda. Antes de gravar seu terceiro álbum de estúdio, My Brain Hurts (1991) pela Lookout! Registros, Weasel decidiu que queria se concentrar em cantar e não queria mais tocar guitarra na banda. Vapid de baixista passou a ser o guitarrista, e o Dave Naked ex baixista do Gore Gore Girls, se juntou à banda. As sessões de gravação para o álbum também produziu o extended play Pervo Devo.
Após a gravação de My Brain Hurts, Dave Naked foi demitido da banda e Scott "Gub" Conway, ex-colega de Panic, foi chamado para ser o baixista da banda em turnê. Após a turnê, Johnny Personality do The Vindictives tornou-se o baixista da banda, como Gub estava comprometido com outra banda. Ao final de 1992, a banda gravou o album Wiggle, que também marcou sua produção com o produtor Mass Giorgini, que passou a produzir a grande maioria dos álbuns do Screeching Weasel, e também se tornou o baixista da banda de 1998-2004. Personality em seguida deixou a banda pars se dedicar ao The Vindictives. Em vez de adicionar um novo membro, Weasel voltou para a guitarra, e Vapid voltou para baixo.
A banda foi então convidada a gravar um cover de um álbum inteiro do Ramones,  Ramones (1992), seguido mais tarde naquele ano por Anthem for a New Tomorrow (1993). Logo após o lançamento do disco, Weasel decidiu que não queria mais se apresentar ao vivo, e Vapid se desentendeu com o resto da banda. O Screeching Weasel contou com a ajuda do baixista do Green Day Mike Dirnt para gravar o que seria seu último álbum de estúdio. Após o lançamento do How to Make Enemies and Irritate People (1994), a banda se separou pela segunda vez.

### Segunda formação (1996-2001)
Após a segunda separação, Weasel, Vapid e Panic formaram a banda The Riverdales após isso a banda saiu em turnê com o Green Day. Em 1996, o Screeching Wesel voltou com Jughead e gravou um novo álbum Bark Like a Dog pela gravadora Fat Wreck Chords de Fat Mike baixista e vocalista do NOFX. O álbum alcançou a posição número 34 no ' Billboard Heatseekers chart, tornando-se o álbum mais bem sucedido, no entanto, tanto Vapid e Panic deixou a banda por decisão mútua, após a gravação, e Weasel e Jughead decidiram ir em frente sem eles, acrescentando o baixista Mass Giorgini (que serviu como produtor da banda no passado) e o baterista Dan Lumley. Weasel também decidiu, pela segunda vez que ele não queria mais tocar guitarra, então guitarrista o Zac Damon passou a fazer parte da banda.
Em 1998, a banda lançou o Major Label Debut EP, o primeiro lançamento pela Panic Button Records, um gravadora que Ben e John formaram naquele ano e rapidamente seguiram com Television City Dream (1998). O próximo lançamento de 1999 do Emo, contou menos com Zac Damon, que era incapaz de gravar devido a compromissos escolares na época. Em 2000, a banda trouxe Phillip Hill como um segundo guitarrista e gravou o que seria seu último álbum, Teen Punks in Heat. Após o álbum, o Screeching Weasel fez suas primeiras apresentações ao vivo desde 1993, tocando 30 minutos em matinês de Chicago House of Blues. A banda se separou para o tempo final do terceiro e supostamente em 6 de julho de 2001, devido à uma falta de turnês.

### Breve hiato e terceira formação
Após a terceira separação, Jughead começou uma nova banda chamada Even in Blackouts, enquanto Weasel lançou um álbum solo intitulado Fidatevi.
Ambos Weasel e Jughead são autores de livros aparentemente relacionados com Screeching Weasel. Em 2001, Ben Weasel publicou Like Hell, que fala sobre uma banda de punk rock fictícia chamada Pagan Icons e a vida de seu vocalista, Joe Pagan. Jughead lançou Weasels in a Box, econhecidamente, o seu conta a história fictícia do Screeching Weasel. Ambos os livros foram publicados pela Hope And Nonthings, a editora publishing house dirigido por Jughead. Jughead também continuou sua associação com o The Neo-Futurists, um grupo de teatro que escreveu e tocou desde 1997, aparecendo em um programa chamado Too Much Light Makes the Baby Go Blind.
Em 2004, Ben recuperado todos os The Masters do Screeching Weasel Lookout! Records, após os conflitos pessoais e financeiros de longa duração. The Masters foi posteriormente licenciado para e reeditado por Asian Man Records. No mesmo ano o Screeching Weasel se reuniu novamente  após um line-up composto por Ben Weasel, Jughead, Dan Vapid, Mass Giorgini, e Dan Lumley se reuniram para tocar no clube de Chicago The Fireside Bowl. De acordo com Ben Weasel, houve a intenção de fazer uma turnê nesse ano.
Ben lançou um segundo álbum solo, These Ones Are Bitter, em 2007, e teve o seu primeiro show solo no mesmo ano de Insubordination Fest em Baltimore. Durante seu set, apoiada por The Guts, ele foi acompanhado no palco por Dan Vapid e eles tocaram várias músicas do Riverdales e do Screeching Weasel. Ben Weasel e Dan Vapid também fizeram dois shows em agosto de 2008, de Reggie Rock Club in Chicago, tocando a maioria das músicas do albúm My Brain Hurts, bem como outras músicas do Screeching Weasel, The Riverdales, e dos álbuns solo de Ben Weasel.

### Quarta formação (2009-2011)
Em março de 2009, Ben Weasel anunciou em seu blog que ele tinha reformulado o Screeching Weasel. Pela primeira vez, a banda contou com uma programação sem John Jughead, embora membro de longa data Dan Vapid tinha voltado. Ben escreveu:
"Eu realmente quero dar-lhe tudo sobre a reformação do SW, mas não há honestamente muito a dizer. Questões jurídicas me impediu de fazer a minha própria banda em meus próprios termos ao longo dos últimos anos, mas, felizmente, esses problemas estão todos resolvidos, agora esse tipo de coisa acontece às vezes, eu não vou negar que esses problemas, que eram realmente apenas o culminar de muitos anos de um monte de outras, deixaram um gosto ruim na minha boca sobre o SW mas agora que todas as dores de cabeça estão atrás de mim, eu estou me sentindo ótimo sobre isso, eu finalmente estou com a minha própria banda novamente e estou muito feliz e animado por estar de volta para ele eu tenho um assassinado a mim mesmo composta  de [sic] eu, Danny Vapid, Simon Lamb (The Ritalins), Justin Perkins (Yesterday's Kids) e Adam Cargin (Blueheels) (ele também é o novo baterista do Riverdales) e nós temos uma lista grande.
Em resposta à reformulação do Screeching Weasel, sem seu envolvimento, Jughead divulgou o seguinte comunicado através de sua página no MySpace:
Se não fosse pelo fato de que eu realmente gosto de conversar com os fãs de minhas bandas anteriores, eu nunca teria descoberto sobre uma nova banda chamada Screeching Weasel começando uma turnê. "Isto não pode ser a banda que eu estava dentro" Eu digo para mim mesmo. "Eu teria vindo a preparar." Minha mente prefiro muito mais ir a um lugar de contemplação calma do que em um quarto escuro e frio cheio de raiva e as emoções associadas com a traição. Então, para evitar me emocionar dolorosamente, tomei primeiro os fatos que Ben e eu começamos uma banda chamada Screeching Weasel, nós dois passamos todos os nossos dias fazendo essa banda uma casa para nós mesmos, e 18 anos mais tarde vamos colocá-la para descansar. Este, juntamente com a declaração feita por mim e Ben em muitas ocasiões que a banda não seria Screeching Weasel, sem qualquer um de nós, me faz supor que essa banda tocando não é Screeching Weasel, porque eu não me lembro de ter me chutado fora da banda. Assim, parece lógico que isso não é Screeching Weasel. Se fosse eu teria que admitir que eu tenho amigos chamados Ben Foster ou Dan Schafer. Quanto às pessoas como Ben Weasel, Dan Vapid, ou mesmo John Jughead, não tenho nada a dizer, porque nunca realmente existiu, foram feito apenas nomes para um grupo de amigos que tentaram fazer algo diferente, a fim de sobreviver e fazer a vida neste mundo. E imagino que todos eles estão ainda a tentar ganhar a vida de alguma forma, visto que proeminente "líder" da sua banda nunca quis fazer uma turnê, a fim de torná-lo financeiramente viável para continuar.
Weasel revelou mais tarde que a separação com Jughead foi o resultado de uma longa batalha legal de dois anos sobre assuntos de negócios do Screeching Weasel e, apesar de terem sido resolvidos, Weasel disse que "não foi uma separação amigável" e que "as coisas tinham ido muito, muito além do ponto de não retorno em termos de nossa amizade e de qualquer aparência de uma relação de trabalho mais ".
Em novembro de 2009, Mike Park da Asian Man Records anunciou que Weasel decidiu romper seu relacionamento com a gravadora e que a Recess Records estaria assinando com o Screeching Weasel, Riverdales e Ben Weasel com sua carreira solo.
Em 30 de novembro de 2010, Ben Weasel apareceu em Last Call with Carson Daly para falar sobre seus problemas pessoais com transtornos de ansiedade e agoraphobia.
Em fevereiro de 2011, a banda lançaria seu primeiro material inédito após 11 anos, com o álbum First World Manifesto, pela Fat Wreck Chords.
Em 18 de março do mesmo ano, um episódio viria a dar fim à quarta fase da banda, e também à parceria de Ben Weasel com a Fat Wreck Chords e diversas bandas do ramo. Acontece a Polêmica do SXSW.
Durante uma apresentação nesta data, Ben Weasel vinha sendo agredido por uma rapariga da plateia durante o show, e num momento de fúria, pausa a música e reage violentamente com um soco. A banda se dissolve quase que instantaneamente e o festival se dá por encerrado. Em meio à polêmica da agressão, Ben Weasel foi duramente criticado por praticamente todos os seus antigos parceiros e bandas parceiras. Uma exceção foi o depoimentos de Joe Queer, do The Queers, referindo-se que "todos estamos sujeitos a sermos violentos quando somos provocados. Em 25 anos de estrada foi a primeira vez que Weasel agiu dessa forma no palco, isso não significa que ele o fará de agora em diante".

### Quinta formação (2011-presente)
Mais tarde naquele mesmo ano, a banda iria assinar novamente com a Recess Records e lançar o EP Carnival Of Schadenfreude, de 7 músicas, contando com Zac Damon de volta na guitarra, Dave Klein no baixo, e Pierre Marche na bateria.
No dia 13 de julho de 2014, Ben Weasel iniciou uma campanha on-line baseada em doações de fãs, via o site Indiegogo, para o lançamento de um novo álbum intitulado Baby Fat: Act 1. Exatamente um mês após o lançamento da campanha, a cota arrecadada foi superior a US$ 40.000, 148% acima da meta. O álbum promete ser diferente de todos os trabalhos anteriores da banda, sendo um Rock Opera de 65 minutos de duração, e com uma futura segunda parte (Baby Fat: Act 2) já revelada.
Já assinados com uma nova gravadora, a Monona Music, lançam o Some Freaks of Atavism em 2020 e em 2022 lnçam o décimo quarto disco da carreira The Awful Disclosures of Screeching Weasel, produzido por Mike Kennerty, que substituiu Trevor Jackson na banda. Ambos discos foram bem recebidos pelos fãs e crítica. Na época do coronavírus Ben Weasel declarou "Screeching Weasel nunca vai acabar de novo. A banda acaba quando eu morrer."

## Membros
Membros atuais
- Ben Weasel – vocalista, guitarra (1986–2001; 2004; 2009–presente)
- Mike Kennerty – guitarra, vocal de apoio (2022–presente)
- Pierre Marche – bateria, (2011–presente)
- Mike Hunchback – guitarra (2011–presente)
- Zach "Poutine" Brandner - baixo (2013–presente)

Membros anteriores
- John Jughead – guitarra, backing vocal (1986–2001; 2004)
- Vinnie Bovine – baixo (1986–1988)
- Steve Cheese – bateria (1986–1988)
- Aaron Cometbus – bateria (1988) (two shows)
- Warren Fish – baixo (1988–1989)
- Brian Vermin – bateria (1988–1990)
- Dan Vapid – baixo, guitarra, backing vocal (1989–1994; 1996; 2004; 2009–2011)
- Doug Ward – guitarra (1989)
- Dave Naked – baixo (1991–1992)
- Scott "Gub" Conway – baixo (1992)
- Dan Panic – bateria (1991–1996)
- Johnny Personality – baixo (1992)
- Mass Giorgini – baixo (1994; 1996–2001; 2004)
- Mike Dirnt – baixo (1994)
- Dan Lumley – bateria (1996–2001, 2004)
- Phillip Hill – guitarra (2000–2001)
- Simon Lamb – guitarra (2009–2010)
- Justin Perkins – baixbateriao (2009–2011)
- Adam Cargin –  (2009–2011)
- Drew Fredrichsen – guitarra (2010–2011)
- Dave Klein - baixo (2011-2013)
- Zac Damon – guitarra (1997–1998; 2011–2022)